# Sympycnus bipilus
Sympycnus bipilus är en tvåvingeart som beskrevs av Van Duzee 1929. Sympycnus bipilus ingår i släktet Sympycnus och familjen styltflugor.
Artens utbredningsområde är Guatemala. Inga underarter finns listade i Catalogue of Life.